# شاهرخ رحمانی
شاهرخ رحمانی در عاشورای سال ۱۳۸۸ در میدان ولی عصر در تظاهرات آن روز توسط خودروی نیروی انتظامی زیر گرفته شد و به قتل رسید.
پیکر شاهرخ رحمانی همزمان با پیکر سید علی موسوی در بهشت زهرا به خاک سپرده شد. نیروهای امنیتی به شرطی پیکر این فرد را تحویل خانواده اش دادند که هیچ گونه مصاحبه‌ای انجام ندهند و علت درگذشت او را تنها تصادف عنوان کنند.